# David Moffat
Pour les articles homonymes, voir Moffat.
David Halliday Moffat (né à Washingtonville (un village du Comté d'Orange (New York)) le 22 juillet 1839 – décédé à New York le 18 mars 1911) est un financier et un industriel américain.

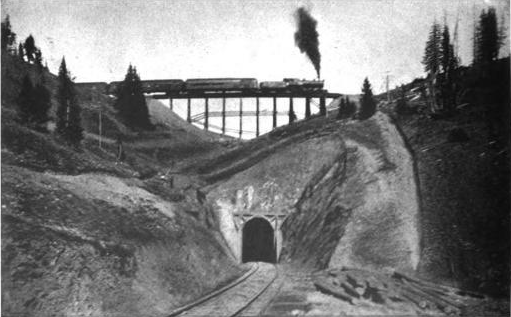
La route de Moffat est l'un de ses plus grands projets.

Moffat était l'un des plus importants financiers et industriels de la fin du XIXe et début du XXe siècle de Denver, au Colorado. Il fut le responsable du développement de la région du Middle Park et fut  président, trésorier ou membre du conseil d'administration de nombreuses compagnies de chemins de fer, de mines, de banques et d'organismes municipaux. Il dirigea ainsi plus d'une centaine de mines et neuf compagnies de chemins de fer. Moffat mourut à New York à l'âge de 73 ans. 
On dit qu'il a vainement dépensé 14 millions de dollars dans le rêve d'une voie de chemin de fer reliant directement Denver à l'ouest des États-Unis.  La Denver and Salt Lake Railway lui aurait coûté 49 000 dollars par kilomètre et Rollins Pass le reste de sa fortune. Il était à New York en train d'essayer de lever plus de fonds et fut stoppé, par ce qui sera connu plus tard, par une manœuvre de E. H. Harriman et George Jay Gould I pour lesquels il constituait l'une des plus grandes menaces. Même si Moffat fut perçu à l'époque comme un rêveur, il sera plus tard vu comme quelqu'un en avance sur son temps. Il laisse la Denver and Rio Grande Western Railroad, plus tard l'Union Pacific Railroad, avec une voie ferrée qui survivra à la plupart des autres lignes de chemin de fer du Colorado. 
Le Muffa Tunnel, le comté de Moffat (Colorado) sont nommés d'après lui ainsi que la bibliothèque Moffat, qu'il offrit a sa ville natale, Washingtonville dans l'État de New York.

## Source
- (en) Cet article est partiellement ou en totalité issu de l’article de Wikipédia en anglais intitulé « David Moffat » (voir la liste des auteurs).